# Parepilysta borneana
Parepilysta borneana är en skalbaggsart som beskrevs av Stefan von Breuning 1961. Parepilysta borneana ingår i släktet Parepilysta och familjen långhorningar. Inga underarter finns listade i Catalogue of Life.